# 13. Jahrhundert v. Chr.
Portal Geschichte | Portal Biografien | Aktuelle Ereignisse | Jahreskalender | Tagesartikel

◄ |
3. Jt. v. Chr. |
2. Jahrtausend v. Chr. | 1. Jt. v. Chr.  

◄ |
15. Jh. v. Chr. |
14. Jh. v. Chr. |
13. Jahrhundert v. Chr. |
12. Jh. v. Chr. |
11. Jh. v. Chr. |
►

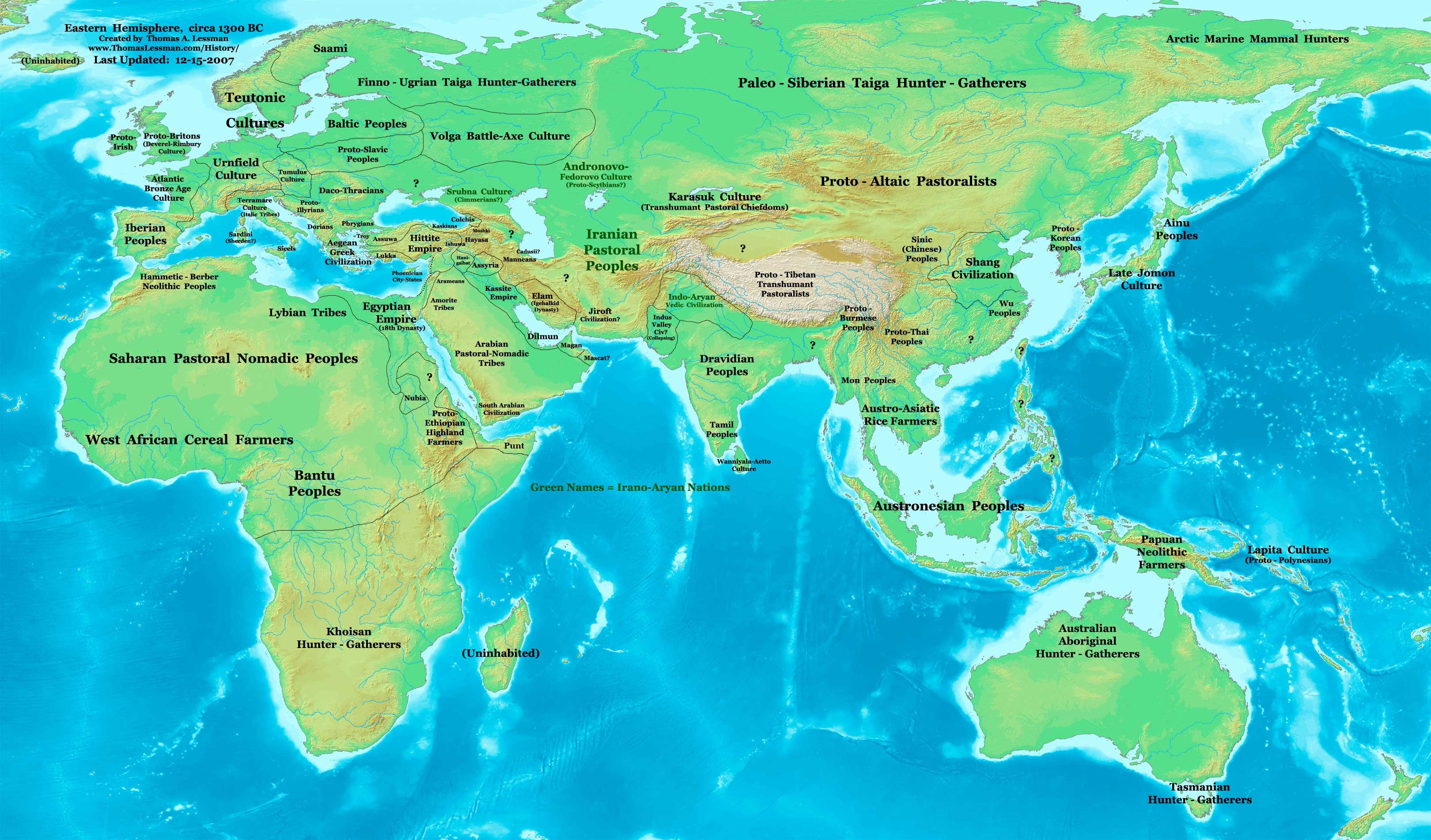
Bekannte Kulturen und deren territoriale Verbreitung in Eurasien um das 13. Jahrhundert.

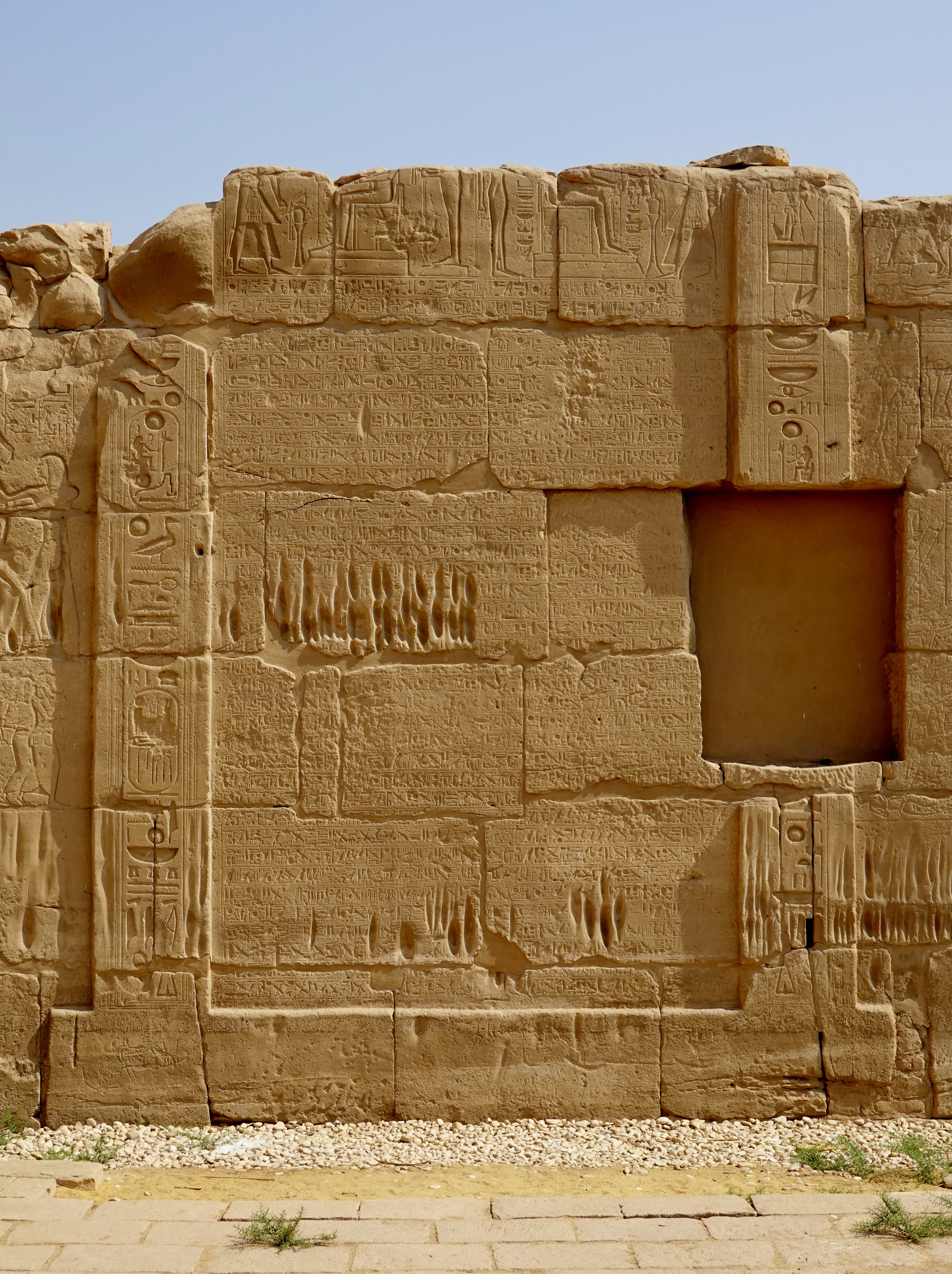
Ältester Friedensvertrag

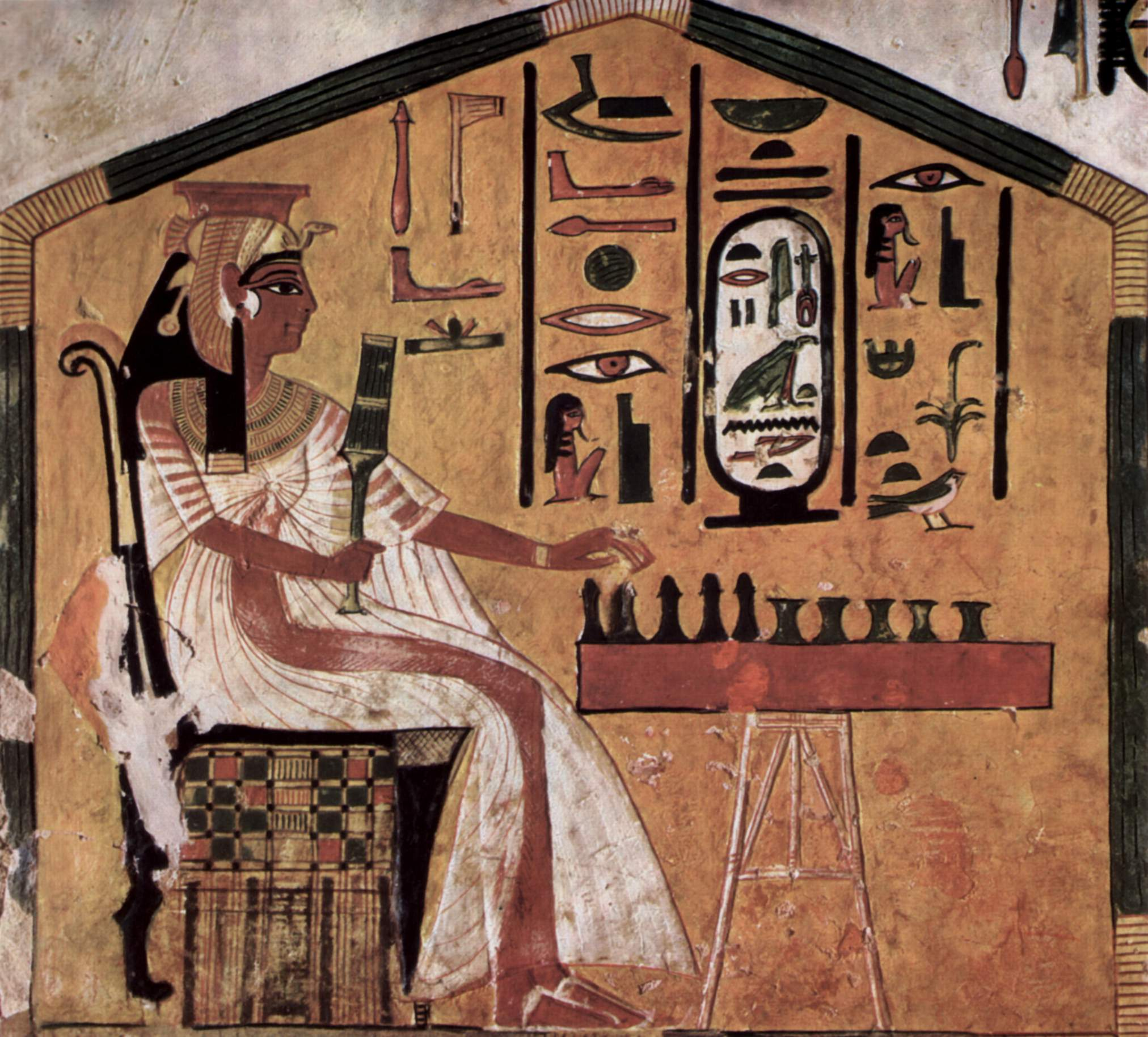
Die Königin Nefertari beim Spiel Senet

Das 13. Jahrhundert v. Chr. begann am 1. Januar 1300 v. Chr. und endete am 31. Dezember 1201 v. Chr.

## Zeitalter/Epoche
- Die Bronzezeit umfasst in Mitteleuropa etwa den Zeitraum von 2200 bis 800 v. Chr. Die Mittlere Bronzezeit dauerte in Mitteleuropa absolutchronologisch etwa von 1600 v. Chr. bis 1300 v. Chr.

## Ereignisse/Entwicklungen

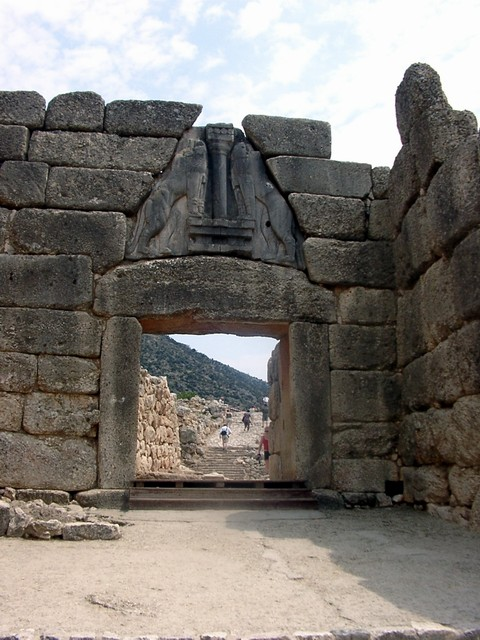
Das Löwentor

- Im 13. Jahrhundert v. Chr. entstand vermutlich das aramäische Königreich von Aram-Damaskus.[1]
- Im 13. Jahrhundert v. Chr. fand eine Schlacht im Tollensetal statt[2][3] (neueste Datierung mit der Radiokarbonmethode (14C-Analyse): 1250 v. Chr.[4]). Die Schlacht ist der erste bekannte größere bewaffnete Konflikt in der nordeuropäischen Bronzezeit.
- um 1278 v. Chr. wurde Pi-Ramesse die Hauptstadt von Ägypten.[5]
- 1274 v. Chr. (nach Kurzchronologie): Schlacht des ägyptischen Pharaos Ramses II. bei Kadesch gegen die Hethiter (Schlacht bei Kadesch).
- 1271 v. Chr. (nach Kurzchronologie): Pharao Ramses II. erobert Dapur (Schlacht von Dapur).
- 1259 v. Chr. (nach Kurzchronologie): Friedensvertrag zwischen Ägypten und dem Hethiterreich, gilt als ältester erhaltener Friedensvertrag.
- Um 1250 v. Chr. werden die Israeliten in Kanaan sesshaft.[6][7][8]
- Um 1230 v. Chr.: Erste Erwähnung des kleinasiatischen Königreichs Izalla.
- Um 1225/23 v. Chr.: Tukulti-Ninurta I. erobert Babylon und plündert u. a. den Tempel des Marduk.
- Um 1208 v. Chr. besiegt der ägyptische Pharao Merenptah im Libyerkrieg libysche Stämme und verbündete Seevölker.
- Um 1208 v. Chr.: Israel wird zum ersten Mal auf der Merenptah-Stele (Israel-Stele) erwähnt.[9]
- Um 1200 v. Chr.: Erste schriftlich bezeugte Seeschlacht:[10] Der hethitische Großkönig Šuppiluliuma II. kämpft zur See gegen Schiffe der „Feinde Alašijas“.
- 1374 v. Chr. verstarb Pan Geng ein König der Shang-Dynastie (chinesisch 商朝, Pinyin Shāngcháo); sie regierte China zwischen dem 18. Jahrhundert v. Chr. bis etwa zum 11. Jahrhundert v. Chr. Er verlegte die alte Hauptstadt nach Yinxu.

### Kultur

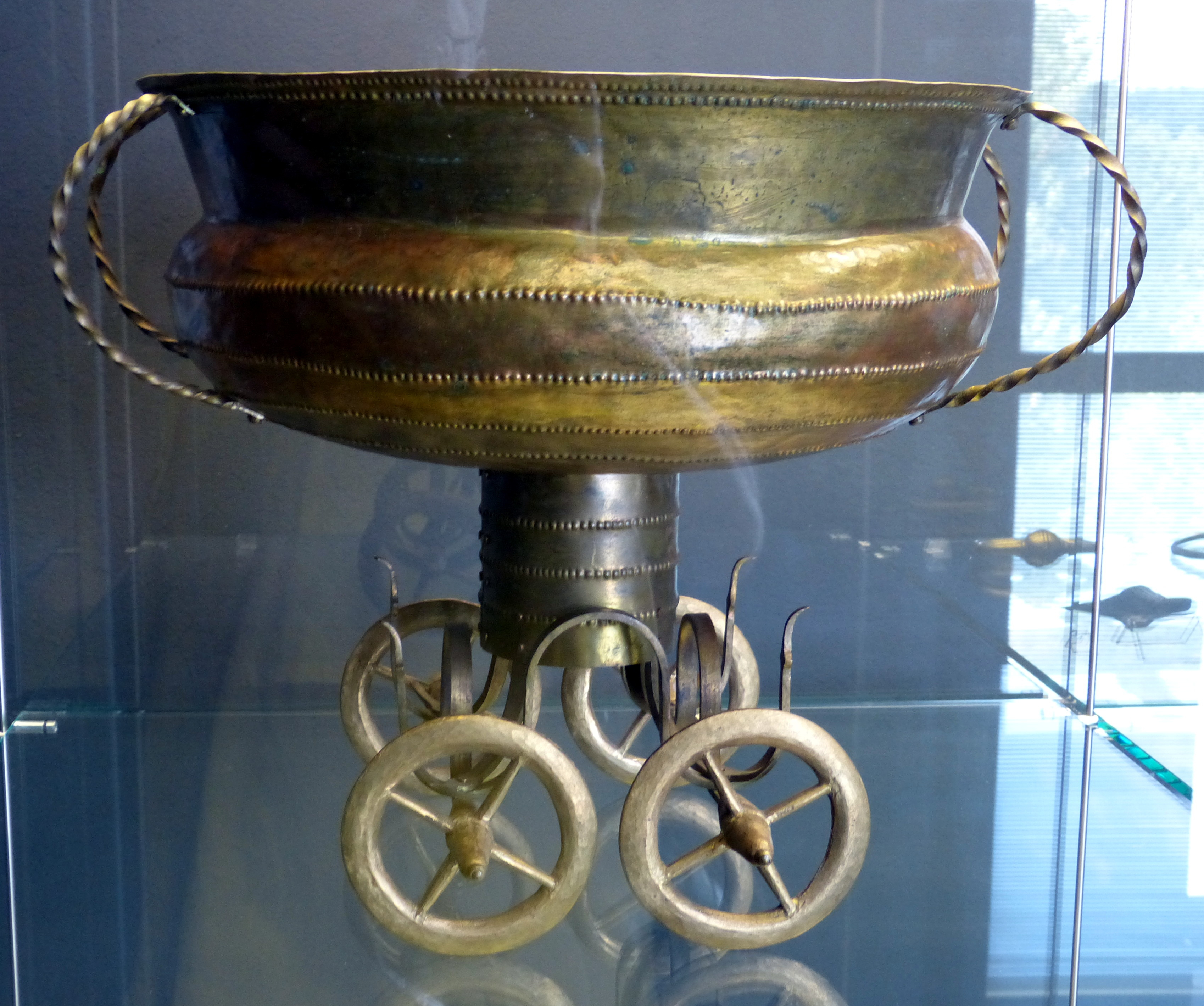
Kultwagen von Peckatel (um 1300 v. Chr.)

- Um 1250 v. Chr.: Die ägyptische Königin Nefertari spielt das Brettspiel „Senet“. Auf ihrem Grabmal ist diese Szene verewigt.
- Um 1250 v. Chr.: Das Löwentor von Mykene wird als Haupttor der zyklopischen Ringmauer der Oberstadt erbaut.
- Um 1250 v. Chr.: Der Tempel von Abu Simbel wurde etwa um diese Zeit gebaut.[11]

## Persönlichkeiten
Hinweis: Die Regierungsjahre lassen sich in diesem Jahrhundert noch nicht genau bestimmen. Von daher handelt es sich um ungefähre Schätzungen.

### Pharaonen von Ägypten
- Haremhab (1319–1292 v. Chr.)

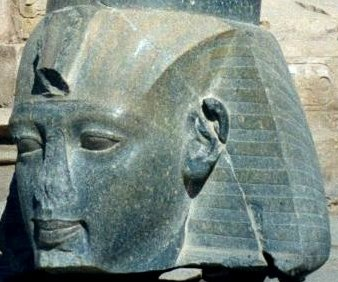
Ramses II.

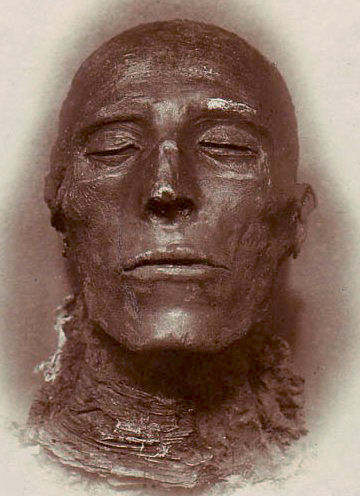
Kopf der Mumie Sethos’ I.

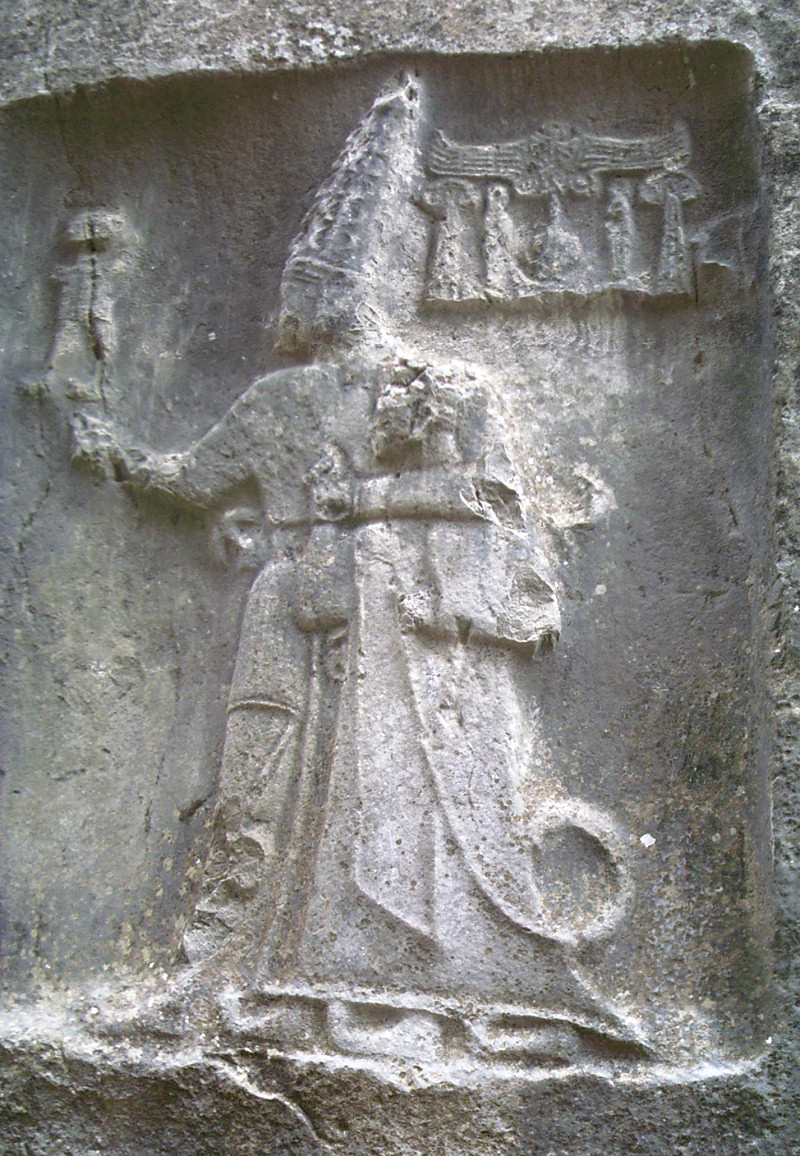
Tudḫaliya IV.

- Ramses I. (1292–1290 v. Chr./Begründer der 19. Dynastie)
- Sethos I. (1290–1279 v. Chr.)
- Ramses II. (1279–1213 v. Chr.)
- Merenptah (1213–1204 v. Chr.)
- Sethos II. (1204–1198 v. Chr.)
- Amenmesse (1203–1200 v. Chr./Eventuell Gegenkönig)

### Könige von Amurru
- Bentešina (1280–1275 v. Chr. und 1260–1230 v. Chr.)
- Šaušgamuwa (ab ca. 1230 v. Chr.)
- Maḫḫaza (?) (um 1200  v. Chr.?)

### Könige von Assyrien
- Ārik-dēn-ili (1307–1296 v. Chr.)
- Adad-nirari I. (1295–1264 v. Chr.)
- Salmanassar I. (1263–1234 v. Chr.)
- Tukulti-Ninurta I. (1233–1197 v. Chr.)

### Könige von Babylonien
- Nazi-Maruttaš (1307–1282 v. Chr.)
- Kadašman-Turgu (1281–1264 v. Chr.)
- Kadašman-Enlil II. (1263–1254 v. Chr.)
- Kudur-Enlil I. (1254–1245 v. Chr.)
- Šagarakti-šuriaš (1245–1232 v. Chr.)
- Kaštiliaš IV. (1232–1225 v. Chr.)
- Tukulti-Ninurta I. (1225–1224 v. Chr.)
- Enlil-nādin-šumi (1224–1223 v. Chr.)
- Kadašman-Ḫarbe II. (1223–1222 v. Chr.)
- Adad-šuma-iddina (1222–1216 v. Chr.)
- Adad-šuma-uṣur (1216–1186 v. Chr.)

### Könige von China

Ausbreitung Chinas von der Shang-Dynastie bis zur Han-Dynastie (220 n. Chr.)

- Pan Geng (1300–???? v. Chr.)
- Xiao Xin (????–???? v. Chr.)
- Xiao Yi (????–1251 v. Chr.)
- Wu Ding (1250–1192 v. Chr.)

### Könige von Elam
- Napiriša-untaš (1276–1266 v. Chr.)
- Hallutuš-Inšušinak (1205–1185 v. Chr.)

### Könige des hethitischen Reiches
- Muršili II. (1321–1290 v. Chr.)
- Muwattalli II. (1290–1272 v. Chr.)
- Muršili III. (1272–1266 v. Chr.)
- Ḫattušili III. (1266–1236 v. Chr.)
- Tudḫaliya IV. (1236–1215 v. Chr.)
- Kurunta (nach Bürgerkrieg möglicherweise kurzzeitig Großkönig)
- Arnuwanda III. (1215–1214 v. Chr.)
- Šuppiluliuma II. (1214–1190/80 v. Chr.)

### Könige von Ugarit
- Niqmepa (1313–1265 v. Chr.)
- Ammistamru II. (1265–1235/30 v. Chr.)

Die territorialen Verhältnisse um das Jahr 1300 v. Chr. im Vorderen Orient.

Mesoamerikanische Orte (mit einem roten Punkt) und Kulturen, an denen Ballplätze, Bälle oder Figuren, die vor 1000 v. Chr. datiert wurden, geborgen worden sind.

- Ibiranu (1235/30–1225 v. Chr.)
- Niqmaddu III. (1225–1215 v. Chr.)
- Ammurapi (1215–1194/88 v. Chr.)

### Sonstige
- Alaksandu von Wilusa
- Walmu von Wilusa
- Tawagalawa (Etewoklewes), Bruder des Herrschers von Aḫḫijawa Mitte des 13. Jahrhunderts v. Chr., sowie dessen Vorgänger oder Mitregent
- Moses (biblisch)
- Späte Harappankultur (Späte Bronzezeit)

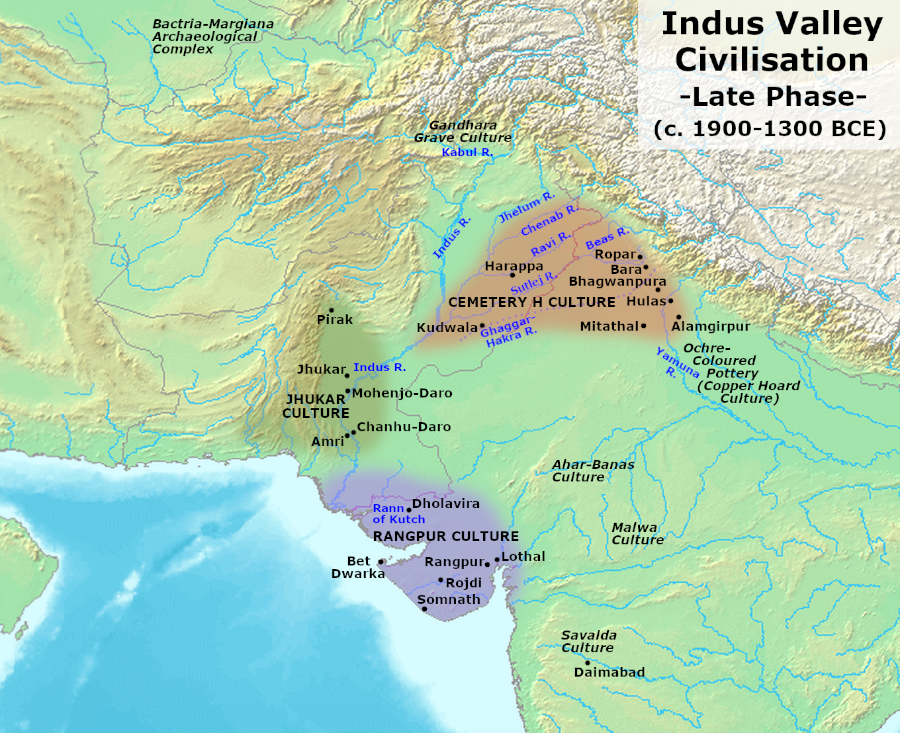
Territoriale Ausdehnung der späten Harappakultur (Späte Bronzezeit), zwischen 1900 und 1300 v. Chr.

- Olmeken und  Monte-Alto-Kultur in Mesoamerika
- Huaxteken haben sich um 1300 v. Chr. von den Mayas abgespalten

## Erfindungen und Entdeckungen
- Schon ab 1250 v. Chr. verstanden es die Ägypter, aus Quarzsand und Pflanzenasche Glasblöcke herzustellen.[12]
- Schon im 13. Jahrhundert v. Chr. verfügten die Hethiter über die ersten Eisenwaffen.[13]